# Gimme an 'F'
Gimme an 'F'  is een Amerikaanse komische film uit 1984, geregisseerd door Paul Justman.

## Verhaal
Het verhaal draait om de concurrentie tussen cheerleading-teams van de middelbare school en een arm team in het bijzonder, de Moline Ducks. De wedstrijd vindt plaats in een kamp dat wordt gerund door Bucky Berkshire van middelbare leeftijd, ook bekend als Dr. Spirit, die dit jaar besluit een weddenschap aan te gaan met zijn beste instructeur Tommy Hamilton dat hij de treurige Ducks niet kan veranderen in een team dat de best beoordeelde Falcons kan verslaan. Als Berkshire verliest, betaalt hij $ 10.000 en als Hamilton verliest, moet hij nog vijf jaar in het kamp werken.
Bucky Berkshire kan de capriolen van Hamilton niet uitstaan, of zijn seksuele maar succesvolle manier om de cheerleaders te motiveren. Een bezoekende groep rijke Japanse zakenlieden zal Bucky's nieuwste businessplan echter niet financieren zonder Hamilton aan boord om de cheerleaders les te geven. Er is dus een bijbedoeling achter de weddenschap van Bucky. Terwijl de teams zich voorbereiden op hun wedstrijdrondes, banen verschillende dansscènes, verschillende tienergrappen en de gebruikelijke seksuele situaties die veel voorkomen in tienerkomedies zich een weg door de verhaallijn.

## Rolverdeling
| Acteur          | Personage        |
| --------------- | ---------------- |
| Stephen Shellen | Tommy Hamilton   |
| Mark Keyloun    | Roscoe McGuinn   |
| Jennifer Cooke  | Pam Bethlehem    |
| Beth Miller     | Mary Ann         |
| Daphne Ashbrook | Phoebe Willis    |
| Karen Lee Kelly | Demon Janna      |
| Sarah M. Miles  | Falcon Eileen    |
| Clyde Kusatsu   | Japanse zakenman |
| Doris Hess      | Wanda            |
| John Karlen     | Bucky Berkshire  |
| Karyn Harrison  | Sissy Williams   |
| Tyra Ferrell    | Rocket Rafferty  |